# Charles Gascoigne
Pour les articles homonymes, voir Gascoigne.

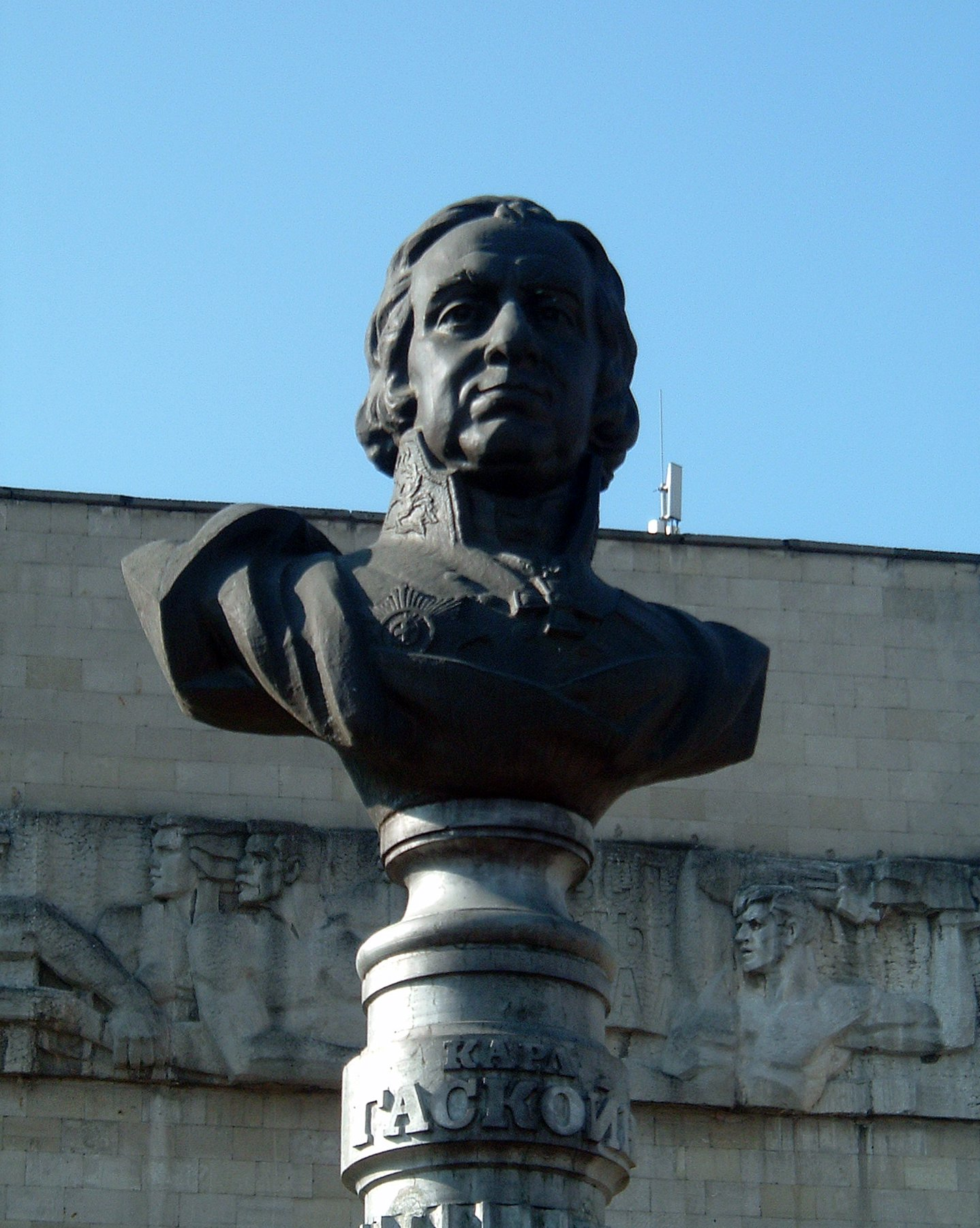
Buste de Karl Gaskoïn à Louhansk (Ukraine), ville dont il est considéré comme le fondateur et où il établit une fonderie en 1795.

Charles Gascoigne est un industriel britannique, né entre 1737 et 1739 et décédé le 19 juillet 1806 (31 juillet dans le calendrier grégorien) à Kolpino. Après avoir dirigé la société sidérurgique Carron, il partit en 1786 en Russie, où il prit une part active à la modernisation de l'industrie sidérurgique et de la fabrication des canons.

## Débuts et vie privée
Charles Gascoigne était le fils du capitaine Woodroffe Gascoigne, de Parlington, dans le North Yorkshire, qui fut en poste en Écosse après la bataille de Culloden, en 1746. Sa mère, Grizel, était la fille aînée de Charles Elphinstone, 10e lord Elphinstone.
Gascoigne travailla à la British East India Company et comme associé de la firme Coney and Gascoigne, à Londres. Il épousa Mary, la fille de Samuel Garbett, à Birmingham, en 1759. Garbett était l'un des associés fondateurs de la Compagnie Carron, elle-même créée en 1759. Gascoigne devint également un associé de cette forge en 1765 après avoir dirigé l'usine voisine d'essence de térébenthine, qui appartenait à Garbett depuis 1763.
Gascoigne avait eu trois filles d'un premier mariage : Anne, qui épousa Thomas Hamilton, 7e comte de Haddington, en 1786 ; Elizabeth, qui épousa un membre du Parlement, George Augustus Pollen ; la troisième, Maria, se maria avec le baron russe Alexander Markovitch Poltoratzky (1766-1869). Gascoigne se remaria en 1797 avec Anastasia Jessye Guthrie, fille du docteur Matthew Guthrie.

## La Compagnie Carron
Gascoigne entra dans la Compagnie Carron, six ans seulement après sa fondation par le scientifique et inventeur John Roebuck, mais elle éprouvait encore des problèmes quant à la qualité de ses fers. Cela n'empêcha pas, en 1764, le Boad of Ordnance de passer un contrat lucratif avec la Compagnie pour la fourniture d'armes aux forces armées britanniques. Gascoigne devint associé-gérant de l'entreprise en 1769. 
Gascoigne introduisit de nombreuses améliorations dans les techniques de production de l'entreprise et s'efforça d'améliorer la qualité de ses produits. En dépit – ou à cause – de l'influence de Gascoigne, la Compagnie Carron et les autres entreprises de Samuel Garbett demeurèrent dans une situation financière difficile. Finalement la firme Garbett & Co. s'effondra, en 1772, sous le poids des dettes, nuisant aux relations de Gascoigne avec son beau-père. Et le Board of Ordnance annula les contrats passés avec la Compagnie Carron pour la fourniture de canons à la Royal Navy en raison de leur mauvaise qualité.

## Caronades

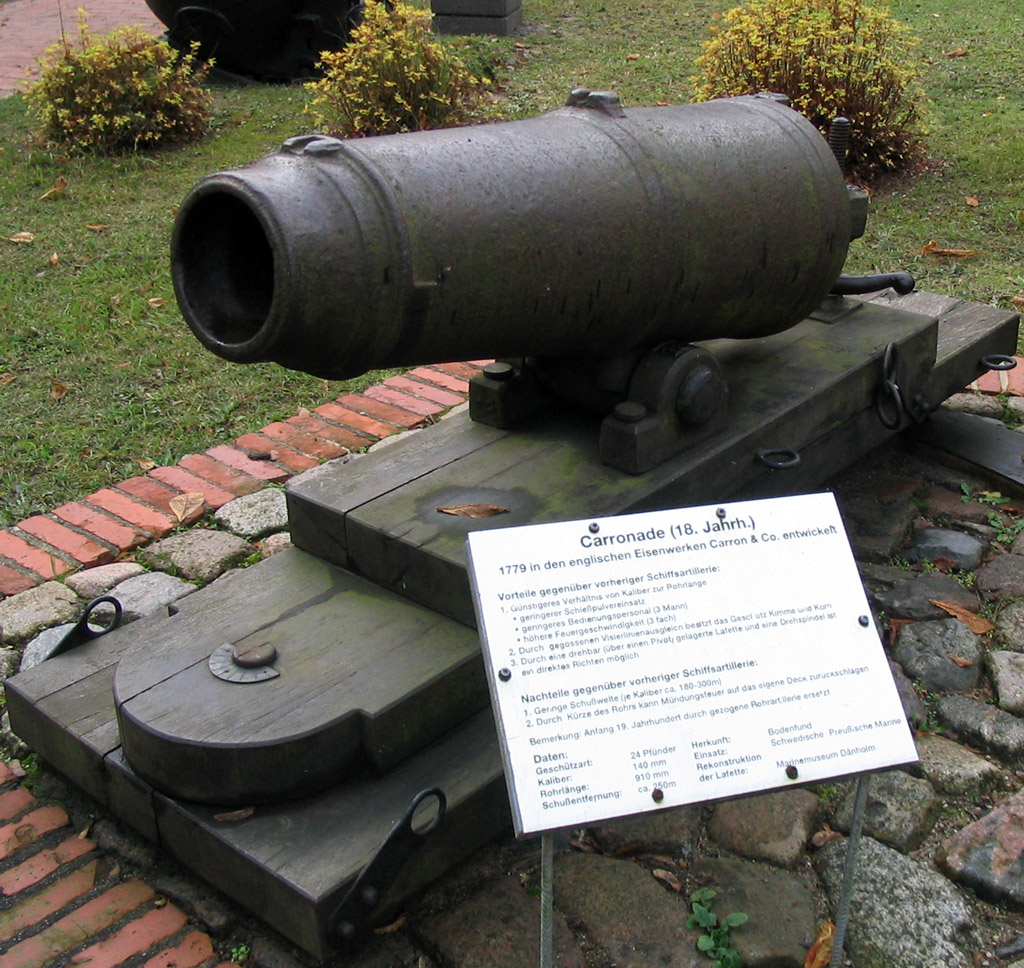
Caronade fabriquée par Carron & Co.

Sans se laisser décourager, Gascoigne fit avancer le développement d'un nouveau type de canon, d'abord connu sous le nom de « Gasconade » ou « Melvillade », et finalement par son dernier nom de « carronade » ou caronade. La caronade était conçue comme une arme navale de courte portée ayant une faible vitesse de départ des projectiles. Elle aurait été inventée par le lieutenant-général Robert Melville en 1759. Elle fut développée par Gascoigne de 1769 à 1779, et fut adoptée par la Royal Navy en 1779.
Facile à reconnaître grâce à son fût raccourci, la caronade avait le même calibre qu'un canon long, mais était beaucoup plus légère, ce qui permettait aux vaisseaux de la marine d'emporter beaucoup plus de caronades que de canons. La portée plus faible n'était pas un problème en raison des tactiques employées dans les batailles navales à l'époque, qui privilégiaient les combats rapprochés. Cette nouvelle arme connut un immense succès — elle était surnommée The Smasher par les équipages de la Royal Navy — et fut fabriquée jusqu'au milieu du XIXe siècle.

## Gascoigne en Russie
Dans les années 1770 et 1780, le gouvernement britannique était engagé dans un programme d'assistance militaire à l'Empire russe. Une machine à vapeur, conçue par John Smeaton et fabriquée par la Compagnie Carron, fut commandée par Charles Knowles, alors au service de la Russie, où elle fut expédiée en 1774 avec un approvisionnement de charbon et des ouvriers de la Compagnie Carron.
En 1784, le successeur de Knowles, l'amiral Samuel Greig, commanda à la Compagnie Carron des canons pour la flotte russe de la Baltique. La Russie passa également commande d'une grande quantité d'équipements pour moderniser la fonderie et fabrique d'armes de Petrozavodsk. Malgré les efforts du gouvernement britannique pour empêcher la Compagnie Carron de livrer une technologie militaire de pointe, Gascoigne fournit à la Russie les équipements commandés. En 1786, il se rendit à Kronstadt pour diriger les travaux d'installation à la fonderie Aleksandrovsky, accompagné par des ouvriers de Carron, l'ingénieur Charles Baird, Adam Armstrong et Alexander Wilson. À cette époque, Gascoigne traversait de sérieuses difficultés financières, ayant été déclaré en faillite. Il dirigera la fonderie de Kronstadt transférée à Saint-Pétersbourg de 1801 à 1806, sur la base de cette entreprise on fondera plus tard l'Usine Kirov.
Gascoigne demeura en Russie jusqu'à sa mort. Il y était connu sous le nom de Karl Gaskoïn (Карл Гаскойн). Il devint conseiller d'État, chevalier de Saint-Vladimir, et dirigeait toutes les mines et fonderies de Carélie, y compris les mines d'Olonets. Il contribua а l'amélioration de nombreuses fonderies, en construisit de nouvelles et joua un grand rôle dans la modernisation des techniques de fabrication des canons en Russie. Il établit la première presse mécanique à la Monnaie de Saint-Pétersbourg.
Charles Gascoigne mourut à Kolpino, près de Saint-Pétersbourg, en 1806, au cours de la reconstruction de l'usine Ijora. Il fut enterré à Petrozavodsk.
Son rôle fut diversement apprécié. En Grande-Bretagne, il était considéré comme un traître, tandis qu'en Russie, tout particulièrement pendant la période soviétique, il était soupçonné de n'avoir été qu'un capitaliste avide et un espion.

## Source
- (en) Cet article est partiellement ou en totalité issu de l’article de Wikipédia en anglais intitulé « Charles Gascoigne » (voir la liste des auteurs).